# Igor Smolnikov
Igor Alexandrovič Smolnikov (rusky Игорь Александрович Смольников; * 8. srpna 1988, Kamensk-Uralskij, RSFSR, Sovětský svaz) je bývalý ruský fotbalový obránce/záložník.
Se Zenitem Petrohrad vyhrál v sezóně 2014/15 nejvyšší ruskou ligu a v sezóně 2015/16 ruský fotbalový pohár.

## Klubová kariéra
- FK Lokomotiv Moskva (mládež)
- FK Torpedo Moskva (mládež)
- FK Torpedo Moskva 2006–2007
- FK Lokomotiv Moskva 2008–2012
- →  FK Ural (hostování) 2009
- →  FK Čita (hostování) 2009
- →  FK Žemčužina-Soči (hostování) 2011
- →  FK Rostov (hostování) 2011–2012
- FK Krasnodar 2012–2013
- Zenit Petrohrad 2013–2020
- FK Krasnodar 2020–2021
- PFK Arsenal Tula 2021–2022
- FK Torpedo Moskva 2022
- FK Lokomotiv Moskva 2023

## Reprezentační kariéra
Nastupoval za ruské mládežnické reprezentace včetně týmu do 21 let.
V A-mužstvu Ruska debutoval 19. 11. 2013 v přátelském utkání v Dubaji proti reprezentaci Jižní Korey (výhra 2:1).

### EURO 2016
Trenér Leonid Sluckij jej zařadil do závěrečné 23členné nominace na EURO 2016 ve Francii, kde Rusko obsadilo se ziskem jediného bodu poslední čtvrté místo v základní skupině B. Smolnikov odehrál na turnaji všechny tři zápasy svého týmu ve skupině.

### MS 2018
Dne 11. května 2018 byl zařazen do rozšířené nominace Ruska na Mistrovství světa ve fotbale 2018. Dne 3. června 2018 byl zařazen do finálního týmu pro Mistrovství světa. Své první a poslední utkání na Mistrovství světa odehrál v posledním zápase skupinové fáze proti Uruguayi, kdy zápas začal v základní sestavě, ale ve 36. minutě byl vyloučen za dvě žluté karty.

### EURO 2020
Dne 11. května 2021 byl jmenován jako náhradník týmu Ruska pro EURO 2020.